# イワン・ヒポリット
イワン・ヒポリット（Ivan Hippolyte、1964年11月7日 - ）は、オランダ出身の元キックボクサー。
ラモン・デッカー、ライアン・シムソンと並んで、1990年代に同国の中量級を支えた。引退後は、ボスジムのトレーナーを務めている。

## 概要
全盛期は1989~1994年頃のウェルター級時代。
ムエタイの当時現役王者ジョムホート・ギャットアディサック、ヴィチャーン・チョーローチャナチャイ、プラセリート・ルークマトリー、前王者シティサック・トー・アヌソンらを軒並みKOで破る快挙。
協力な左右のマシンガンフックと遠い距離からのアッパーが強力。ローキックからパンチ、ミドルキックからパンチの流れもスピーディでスムース。ムエタイ選手と互角以上の成績を残していた。
当時、ライト級から徐々に階級を上げ始めていたラモン・デッカーとの対戦が実現しなかったのは惜しまれる。
ミドル級に転級してからは、後半スタミナ切れを起こしがちになりスピードも落ちKO勝ちも半減したが、高いコンビネーションスキルと頭脳戦で好試合を沢山生み出した。
アーネスト・ホーストのコーチとしても知られ、元祖ミスター・パーフェクトと呼ばれた。

## 来歴
1995年7月16日、K-3 GRAND PRIX '95に出場。決勝戦で金泰泳に判定勝ちを収め優勝を果たした。あのチャンプア・ギャティソンリットにKO勝ちもしている。
1996年9月1日、K-1 REVENGE '96でジェイソン・信長に判定負け。
2000年10月22日、It's Showtimeでライアン・シムソンと引退試合を行い、KO勝ち。引退の花道を飾った。
2007年8月1日、ミルコ・クロコップのチームであるチーム・クロコップの打撃コーチを引き受け、教え子であるレミー・ボンヤスキー、ギルバート・アイブルと共にクロアチアでトレーニングを行っている。

## 戦績
| 勝敗 | 対戦相手                           | 試合結果                  | 大会名                                                          | 開催年月日     |
| ○    | ライアン・シムソン                 | 4R KO                     | It's Showtime Exclusive                                         | 2000年10月22日 |
| ×    | ペリー・ウベダ                     | TKO（スネ負傷）           | バトル・オブ・アーネム（オランダ）                              | 1999年9月5日   |
| ×    | ジェイソン・信長                   | 3分5R終了 判定0-3         | K-1 REVENGE '96                                                 | 1996年9月1日   |
| ×    | サッグモンコン・シッチューチョーク | 判定                      | プーミポン国王就任50周年記念興行 【WMTCミドル級タイトルマッチ】 | 1996年3月30日  |
| ○    | 金泰泳                             | 再延長R終了 判定2-1       | K-1 LEGEND 翔 【K-3 GRAND PRIX 決勝】                           | 1995年7月16日  |
| ○    | 後川聡之                           | 再延長R終了 判定3-0       | K-1 LEGEND 翔 【K-3 GRAND PRIX 準決勝】                         | 1995年7月16日  |
| ○    | チャンプア・ゲッソンリット         | 2R 0:20 KO（左フック）    | K-1 LEGEND 翔 【K-3 GRAND PRIX 1回戦】                          | 1995年7月16日  |
| ×    | オーランド・ウィット               | 5R終了 判定               | オランダ                                                        | 1995年4月2日   |
| ○    | ファイサル・レディング             | 3分5R終了 判定            | K-3 オランダ 【決勝】                                           | 1994年9月25日  |
| ○    | ペリー・ウベダ                     | 1R 2:46 TKO（タオル投入） | K-3 オランダ 【準決勝】                                         | 1994年9月25日  |
| ○    | アンドレ・マシュールス             | 3分3R終了 判定            | K-3 オランダ 【1回戦】                                          | 1994年9月25日  |
| ○    | 吉鷹弘                             | 3分5R終了 判定3-0         | K-1 GRAND PRIX '94 【スペシャルワンマッチ】                     | 1994年4月30日  |